# Eugène Plasky
Pour les articles homonymes, voir Eugène et Plasky.
Eugène Plasky est un peintre paysagiste belge né le 22 juillet 1851 à Bruxelles et décédé le 4 mars 1905 à Schaerbeek.

## Biographie
Il a suivi des cours à l'Académie royale des beaux-arts de Bruxelles. Il fut également élève d'Antoine Wiertz.
Ses œuvres sont principalement des paysages de Campine, de la côte belge, mais également de Schaerbeek, d'Uccle, du Rouge-Cloître et de Val Duchesse.
Il a participé à de nombreuses expositions internationales de peinture, notamment en France, en Grande-Bretagne, en Allemagne, aux Pays-Bas, aux États-Unis et en Australie.
En 1883 il se marie avec Elisabeth Van de Vyvere. Eugène Plasky a habité à Schaerbeek, rue du Progrès 411.
En 1909, la commune de Schaerbeek baptisa deux de ses voiries en hommage au peintre décédé quatre années auparavant, il s'agit de l'avenue Eugène Plasky et du square Eugène Plasky.

## Œuvre peint
Parmi ses œuvres, on peut citer :
- Automne (vallée Josaphat)
- Bord d'étang - 1893
- Floraison des cerisiers à Uccle
- Cerisiers en fleurs à Uccle
- Retour des champs
- L'Étang de Neder-Over-Heembeek
- Paysage de marais au héron. Toile signée en bas à gauche, 79 cm x 136 cm[1]

## Essais
- Embrasses, franges pour meubles et rideaux. Passementeries de style pour ameublement, Bruxelles, E. Lyon-Claesen, [1890]. 51 lithographies de Charles Housiaux.

## Galerie de photos

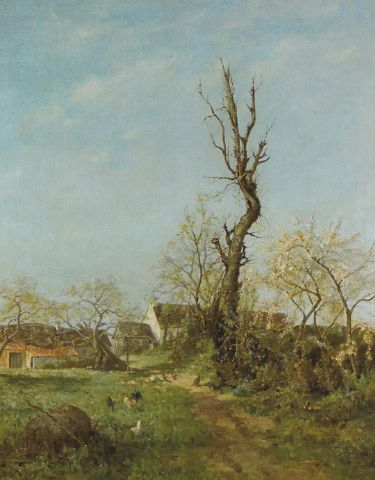
Floraison des cerisiers à Uccle, collection privée
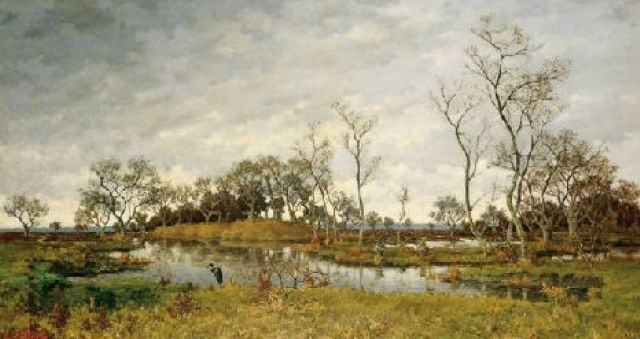
Paysage de marais